# Николаева, Елена Леонидовна
Елена Леонидовна Николаева (род. 22 ноября 1969, Долгопрудный, Московская область) — российская предпринимательница, общественный и политический деятель. Депутат, первый заместитель председателя Комитета по жилищной политике и ЖКХ Государственной думы шестого созыва ФС РФ (2011—2016). Президент Национального агентства малоэтажного и коттеджного строительства (НАМИКС). Государственный советник Российской Федерации 3 класса. Депутат Московской городской думы 7 созыва (2019).

## Биография
Родилась 22 ноября 1969 года в городе Долгопрудный Московской области.
В 1993 году окончила Московский физико-технический институт (МФТИ) с красным дипломом, факультет управления и прикладной математики.
В 2011 году защитила диссертацию на тему: «Концепция социальной модернизации современной России: теоретико-методологический анализ» на кафедре социологического факультета Московского Государственного Университета имени М. В. Ломоносова. Кандидат социологических наук.

## Предпринимательская деятельность
В юности была комсомолкой. С 1992 года занималась предпринимательской деятельностью, основала несколько производственных предприятий, в том числе ООО «Новые технологии», работающее в области создания инновационной медицинской техники. Понимая реальные потребности малого и среднего бизнеса и занимая активную гражданскую позицию, Елена Николаева начала общественную деятельность.

## Политическая деятельность
С 2000 года по 2004 год работала советником отдела по связям с деловыми кругами и общественными объединениями Главного управления внутренней политики Администрации президента Российской Федерации. Классный чин Государственный советник Российской Федерации 3 класса.
Инициатор и активный участник создания общероссийских общественных организаций «Опора России» и «Деловая Россия». В 2004 году возглавила Исполнительный комитет «Деловой России». До настоящего времени является членом Президиума Совета «Деловой России».
С 2006 года — член Общественного совета Центрального федерального округа, руководитель комиссии по вопросам здравоохранения и формирования здорового образа жизни.
С февраля 2006 года — председатель попечительского совета некоммерческого Фонда «Национальный фонд развития здравоохранения».
В 2007 году возглавила Некоммерческое Партнёрство Национальное агентство малоэтажного и коттеджного строительства (НАМИКС). Одним из основных результатов работы НАМИКС после 2007 года становится принятие и реализация целевых региональных программ развития малоэтажного строительства, комплексно решающих вопросы активизации малоэтажного домостроения и создания современной инженерной, транспортной и социальной инфраструктуры. В настоящее время более 54 % возводимого в России жилья — малоэтажное.
В 2010 году Указом Президента Российской Федерации была утверждена членом Общественной палаты Российской Федерации III состава. В Общественной палате Елена Николаева возглавила Комиссию по социальным вопросам и демографической политике. Входит в Совет при Президенте Российской Федерации по содействию развитию институтов гражданского общества и правам человека.
С декабря 2011 года по октябрь 2016 года — депутат Первый заместитель председателя Комитета по жилищной политике и ЖКХ Государственной думы ФС РФ шестого созыва. Избрана в составе федерального партийного списка кандидатов, от Оренбургского регионального отделения партии «Единая Россия», член одноимённой фракции.
С 2012 года по 2016 год являлась председателем комиссии президиума генерального совета партии «Единая Россия» по тарифной политике и мониторингу услуг в сфере ЖКХ и энергосбережения.
Участник предварительного голосования Единой России в Ленинградской области (2016), баллотировалась кандидатом в депутаты Мосгордумы (2019). Несмотря на статус самовыдвиженца, её избирательная кампания частично профинансирована фондом «За права заёмщиков», связанным с ОНФ.
В 2019 году по результатам выборов, самовыдвиженцем избрана депутатом Московской городской думы седьмого созыва, по 23 избирательному округу Москвы.

## Общественная деятельность
Елена Николаева является членом:
- консультативной рабочей группы комиссии при Президенте Российской Федерации по модернизации и технологическому развитию экономики России;
- комиссии по юридическим вопросам и правам человека Парламентской ассамблеи Совета Европы (ПАСЕ) — членство временно приостановлено;
- комитета торгово-промышленной палаты РФ по развитию частного предпринимательства, малого и среднего бизнеса;
- совета по этике при министерстве здравоохранения и социального развития Российской Федерации;
- совета по внешнеэкономической деятельности при министерстве экономического развития России;
- коллегии при министерстве строительства и жилищно-коммунального хозяйства;
- общественного совета при министерстве обороны Российской Федерации;
- общественного совета при ФСКН России;
- общественно-экспертного совета по малому и среднему предпринимательству при мэре и Правительстве Москвы;
- общественно-консультативного совета при московском УФАС России;
- наблюдательного совета Национального исследовательского университета строительства и архитектуры (НИУ СА);
- правления СРО НП «Объединение строительных организаций среднего и малого бизнеса»;
- заместитель председателя Общественного совета Рязанского района г. Москвы по вопросам ЖКХ и реновации[источник не указан 2332 дня];
- член координационного совета управы района Люблино г. Москвы[источник не указан 2332 дня];
- член Общероссийского народного фронта, эксперт ОНФ по вопросам ЖКХ и реновации.[11]

Входила в состав экспертных рабочих групп утверждённых 24 января 2011 года председателем правительства Российской Федерации В. В. Путиным для подготовки предложений по актуальным проблемам социально-экономической стратегии России на период до 2020 года («Стратегии 2020»).
Кандидатура Елены Николаевой включена в резерв управленческих кадров, находящихся под патронатом Президента Российской Федерации.
Руководитель рабочей группы «Социальные инициативы» Агентства стратегических инициатив по продвижению новых проектов. Член Координационного и Генерального Совета общественной организации «Деловая Россия». Сопредседатель комитета комитета «Деловой России» по сервису и ЖКХ. Член наблюдательного совета Фонда содействия реформированию жилищно-коммунального хозяйства, где входит в комитет по стратегическому планированию деятельности и комитет по кадрам и вознаграждениям членов правления Фонда

## Законопроекты, инициативы
Елена Николаева — инициатор 66 законопроектов, новых и направленных на совершенствование действующего законодательства, внесённых в Государственную Думу Российской Федерации.

## Награды
- Серебряная медаль «За верность делу» организации «Деловая Россия»[16]
- Памятный знак Федеральной службы Российской Федерации по контролю за оборотом наркотиков[16]
- Памятный знак Следственного комитета при Министерстве внутренних дел РФ[16]
- Знак «За содействие МВД» (26 декабря 2007)[16]
- Почётная грамота правительства Российской Федерации[17]

## Семья
Воспитывает дочь и сына.